# Johannes Frobenius

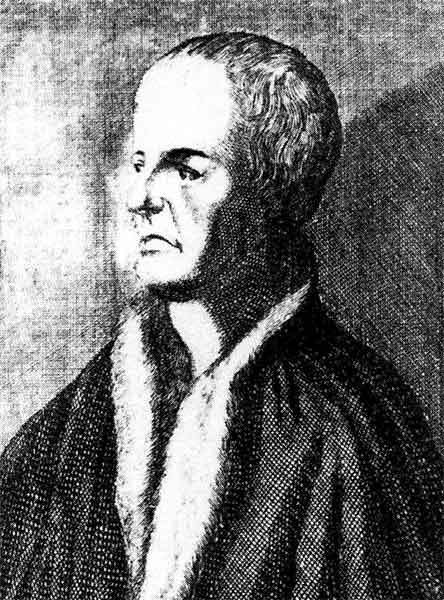
Johann Froben, kopparstick efter ett samtida porträtt.

Johannes Frobenius, född omkring 1460, död 27 oktober 1527, var en tysk boktryckare.
Frobenius grundade 1490 i Basel ett eget tryckeri, där han bland annat tryckte en latinsk bibel (1491), upplagor av kyrkofäderna (Hieronymus, Cyprianus, Tertullianus, Ambrosius med flera. Han tryckte även Erasmus Rotterdamus skrifter. Frobenius skrifter blev berömde för sin noggrannhet och konstnärliga utstyrsel, ofta illustrerade med träsnitt av Hans Holbein den yngre.
Johannes Frobenius son Hieronymus Frobenius (1501-1563) fortsatte tryckerirörelsen, som sedan övertogs av sönerna Ambrosius och Aurelius Frobenius.